# Condado de Starke
O Condado de Starke é um dos 92 condados do Estado americano de Indiana. A sede do condado é Knox, e sua maior cidade é Knox. O condado possui uma área de 809 km² (dos quais 8 km² estão cobertos por água), uma população de 23 556 habitantes, e uma densidade populacional de 29 hab/km² (segundo o censo nacional de 2000). O condado foi fundado em 1850.